# Ноэ-ле-Малле
Ноэ́-ле-Малле́ (фр. Noé-les-Mallets) — коммуна во Франции, находится в регионе Шампань — Арденны. Департамент — Об. Входит в состав кантона Эссуа. Округ коммуны — Труа.
Код INSEE коммуны — 10264.
Коммуна расположена приблизительно в 185 км к юго-востоку от Парижа, в 100 км южнее Шалон-ан-Шампани, в 45 км к юго-востоку от Труа.

## Население
Население коммуны на 2008 год составляло 117 человек.
| 1962 | 1968 | 1975 | 1982 | 1990 | 1999 | 2008 |
| ---- | ---- | ---- | ---- | ---- | ---- | ---- |
| 129  | 146  | 150  | 137  | 142  | 137  | 117  |

## Администрация
| Период | Период | Фамилия        | Партия | Примечания |
| ------ | ------ | -------------- | ------ | ---------- |
| 2001   | 2008   | Мишель Меркюзо |        |            |
| 2008   |        | Жислен Клер    |        |            |

## Экономика
В 2007 году среди 82 человек в трудоспособном возрасте (15—64 лет) 61 были экономически активными, 21 — неактивными (показатель активности — 74,4 %, в 1999 году было 70,9 %). Из 61 активных работали 60 человек (33 мужчины и 27 женщин), безработной была 1 женщина). Среди 21 неактивных 6 человек были учениками или студентами, 8 — пенсионерами, 7 были неактивными по другим причинам.

## Фотогалерея
- Cadole (временная хижина винодела)
- Cadole внутри
- Cadole внутри
- Карта коммуны